# Подгорица (община Добреполе)
Вижте пояснителната страница за други значения на Подгорица.
Подгорица (на словенски: Podgorica) е село в Словения, регион Средна Словения, община Добреполе. Според Националната статистическа служба на Република Словения през 2015 г. селото има 57 жители.